# 2時はどきどき5ch
『2時はどきどき5ch』（にじはどきどきごチャンネル）は、 2016年4月4日から2019年3月29日まで北陸朝日放送（HAB）で放送されていた情報番組。通称『2時どき』（にじどき）。

## 番組概要
『土曜はドキドキ』の出演者を一新・帯番組化した後継番組であり、北陸朝日放送において開局以来初めてとなる、夕方ニュース等を除く自社制作の帯番組である。番組MCには牧野慎二・上野雅美（両名とも北陸朝日放送アナウンサー）と当時フリーアナウンサーの久保亜希子 が起用された。
『情報ライブ ミヤネ屋』（読売テレビ制作・日本テレビ系列）や『直撃LIVE グッディ!・第1部』（フジテレビ系列）と同時間帯で放送し、地元の情報を取り上げるほか、全国区の話題も地元の視点で扱う。2016年度から3年間、テレビ朝日系列局で平日14時台に本番組のような自社制作番組を持っていたのは北陸朝日放送のみで、全国的に見て非常に珍しい編成となっていた（後述）。

### 番組の変遷
2017年4月3日の放送より、牧野・上野が月曜 - 木曜MC、深谷杏子（当時北陸朝日放送アナウンサー）・久保が金曜MCとなり、番組ロゴ、テーマ曲、各コーナーの内容・構成も変更された。
2017年9月28日をもって上野が産休・育休のため降板。同年10月2日より放送時間を14:00 - 14:45に拡大。同日より深谷が月曜 - 木曜MCにスライドし、クマムシが金曜MCに加わった。
2018年3月29日をもって深谷が北陸朝日放送退社のため降板。同年4月2日より『上沼恵美子のおしゃべりクッキング』（朝日放送テレビ制作）の5分繰り上げに伴い、13:55 - 14:00に前座番組『もうすぐ2時どき』を放送開始。同日より久保が月曜 - 木曜MCにスライドし、金曜MCは金子美奈（当時北陸朝日放送アナウンサー）・とよしげ（ぶんぶんボウル）に交代、スタジオリポーターとして森重有里彩（北陸朝日放送アナウンサー）が加わったほか、「あなたの街のテレビ回覧板」をキャッチフレーズに据え、各コーナーの内容・構成もマイナーチェンジされた。同月28日より『月刊2時どき』を放送開始。『月刊2時どき』は本番組の傑作選として毎月1回土曜午後に30分放送される。
2019年3月29日をもって本番組は終了し、同年4月1日より本番組の後継番組として自社制作夕方ワイド『ギュッ!と石川 ゆうどきLive』（月曜 - 木曜 15:52 - 19:00・金曜 15:52 - 18:53）を開始。同番組では15:52 - 16:50が本編扱いされ、本番組の出演者の多くが続投となる。

## 放送時間
| 放送期間      | 放送期間      | 放送時間（JST）                   |
| ------------- | ------------- | --------------------------------- |
| 2016年4月4日  | 2017年9月29日 | 月曜 - 金曜 14:00 - 14:40（40分） |
| 2017年10月2日 | 2019年3月29日 | 月曜 - 金曜 14:00 - 14:45（45分） |

## 出演者
○は出演時点で北陸朝日放送アナウンサー。

### 現在
MC
月曜 - 木曜
- 牧野慎二○
- 久保亜希子○[2][9]

金曜
- 金子美奈○（プロデューサー兼務）[10]
- とよしげ（ぶんぶんボウル）[11]

リポーター
月曜 - 木曜
- ビヨン酢
- 松田亜希
- 猪島涼介
- 杉本侑理
- 月亭方気

金曜
- 森重有里彩○（スタジオリポーター）
- まーし（ぶんぶんボウル、隔週）[11]
- クマムシ（隔週）[12]

ほか

### 過去
MC
- 上野雅美○[13]
- 深谷杏子○[14]

リポーター
- たなかつよし
- 下田武史○[15]